# Fudbalski klub Proleter Novi Sad
Il Fudbalski klub Proleter Novi Sad (serbo:  Фудбалски клуб Пролетер Нови Сад) è stata una società calcistica serba con sede nella città di Novi Sad. 

## Storia
Club fondato nel 1951 come Fudbalski klub Proleter Novi Sad, ha sempre militato nei campionati minori della Vojvodina, fino alla prima promozione del 2006 in Srpska Liga, il terzo livello del calcio serbo.
L'occasione serve per ristrutturare il piccolo impianto sportivo che ospita le partite casalinghe, lo stadio Slana Bara, che viene dotato di un nuovo terreno in erba, nuove tribune per una capienza di 1.200 spettatori, spogliatoi e sale amministrative. Il piccolo stadio viene soprannominato dai tifosi "Bombonjera".
Nel 2008-2009 il Proleter vince il campionato di terza serie e viene promosso in Prva Liga, dove compete fino al 2018, quando viene promosso per la prima, storica, volta al massimo campionato nazionale. Il piccolo Slana Bara è troppo piccolo per ospitare le grandi squadre ed il club è costretto a spostarsi allo stadio Karađorđe, il principale impianto cittadino.
Nella stagione 2022-2023 milita nella Prva Liga Srbija, la seconda divisione del calcio serbo, dopo la retrocessione dal massimo campionato avvenuta al termine della stagione precedente.

## Allenatori e presidenti
| Allenatori - 2004-2005 Mirko Jovanović - 2005-2006 Nenad Čerović - 2007-2008 Nenad Čerović - 2009-2010 Ljubomir Ristovski - 2011 Nenad Čerović - 2011 Zoran Govedariča - 2011-2013 Nenad Lalatović - 2013 Šaša Milanović - 2014 Zoran Marić - 2014-2015 Zoran Govedariča - 2015 Zoran Janković - 2016 Zoltán Szabó - 2016 Zoran Govedariča - 2016-2017 Zoltán Szabó - 2017 Zoran Govedariča - 2017 Nenad Čerović - 2018 Nenad Vanić - 2018-oggi Dragan Radojičić | Presidenti - 2015-oggi ? |

## Palmarès

### Competizioni nazionali
- Prva Liga Srbija: 1

2017-2018
- Srpska Liga: 1

2008-2009 (girone Voivodina)

### Altri piazzamenti
- Srpska Liga:

Terzo posto: 2007-2008 (girone Voivodina)

## Organico

### Rosa
Aggiornata al 20 agosto 2020.
| N. |                    | Ruolo | Calciatore          |
| -- | ------------------ | ----- | ------------------- |
| 1  | Serbia (bandiera)  | P     | Vladan Elesin       |
| 3  | Serbia (bandiera)  | D     | Ognjen Mitrović     |
| 5  | Serbia (bandiera)  | C     | Branislav Jovanović |
| 6  | Serbia (bandiera)  | C     | Aleksa Pejić        |
| 7  | Serbia (bandiera)  | C     | Danilo Bacanović    |
| 8  | Serbia (bandiera)  | C     | Uglješa Radinović   |
| 9  | Serbia (bandiera)  | A     | Milan Mirosavljev   |
| 10 | Serbia (bandiera)  | A     | Uroš Vesić          |
| 11 | Serbia (bandiera)  | D     | Bojan Kovačević     |
| 13 | Brasile (bandiera) | D     | Leandro Pinto       |
| 15 | Serbia (bandiera)  | D     | Dušan Joković       |
| 20 | Serbia (bandiera)  | C     | Aleksandar Đurić    |

| N. |                   | Ruolo | Calciatore              |
| -- | ----------------- | ----- | ----------------------- |
| 21 | Serbia (bandiera) | C     | Jovan Ilić              |
| 22 | Serbia (bandiera) | D     | Aleksandar Andrejević   |
| 23 | Serbia (bandiera) | D     | Marko Janković          |
| 30 | Serbia (bandiera) | C     | Siniša Babić (capitano) |
| 33 | Serbia (bandiera) | A     | Nikola Milošević        |
| 45 | Serbia (bandiera) | A     | Viktor Živojinović      |
| 55 | Serbia (bandiera) | A     | Danilo Milenković       |
| 77 | Serbia (bandiera) | C     | Lazar Kojić             |
| 80 | Serbia (bandiera) | A     | Filip Knežević          |
| 91 | Serbia (bandiera) | P     | Nikola Petrić           |
| 96 | Serbia (bandiera) | A     | Boško Papović           |
| 99 | Serbia (bandiera) | A     | Mladen Galić            |